# 1902 en Espagne
Chronologie de l'Espagne
- 1898
- 1899
- 1900
- 1901
- 1902
- 1903
- 1904
- 1905
- 1906

Cet article présente les faits marquants de l'année 1902 en Espagne.

## Décès

### Août
- 2 août : Tomás O'Ryan, militaire et homme politique espagnol, ministre de la Guerre (° 30 mars 1821).